# Burcht Veveří
Burcht Veveří is een koninklijke burcht in de buurt van de Tsjechische stad Brno, in de regio Moravië. De burcht ligt direct naast Meckov, een dorp aan de rivier de Svratka. De oudst bekende vermelding stamt uit 1213. In 2007 is de burcht gerestaureerd.

## Fotogalerij

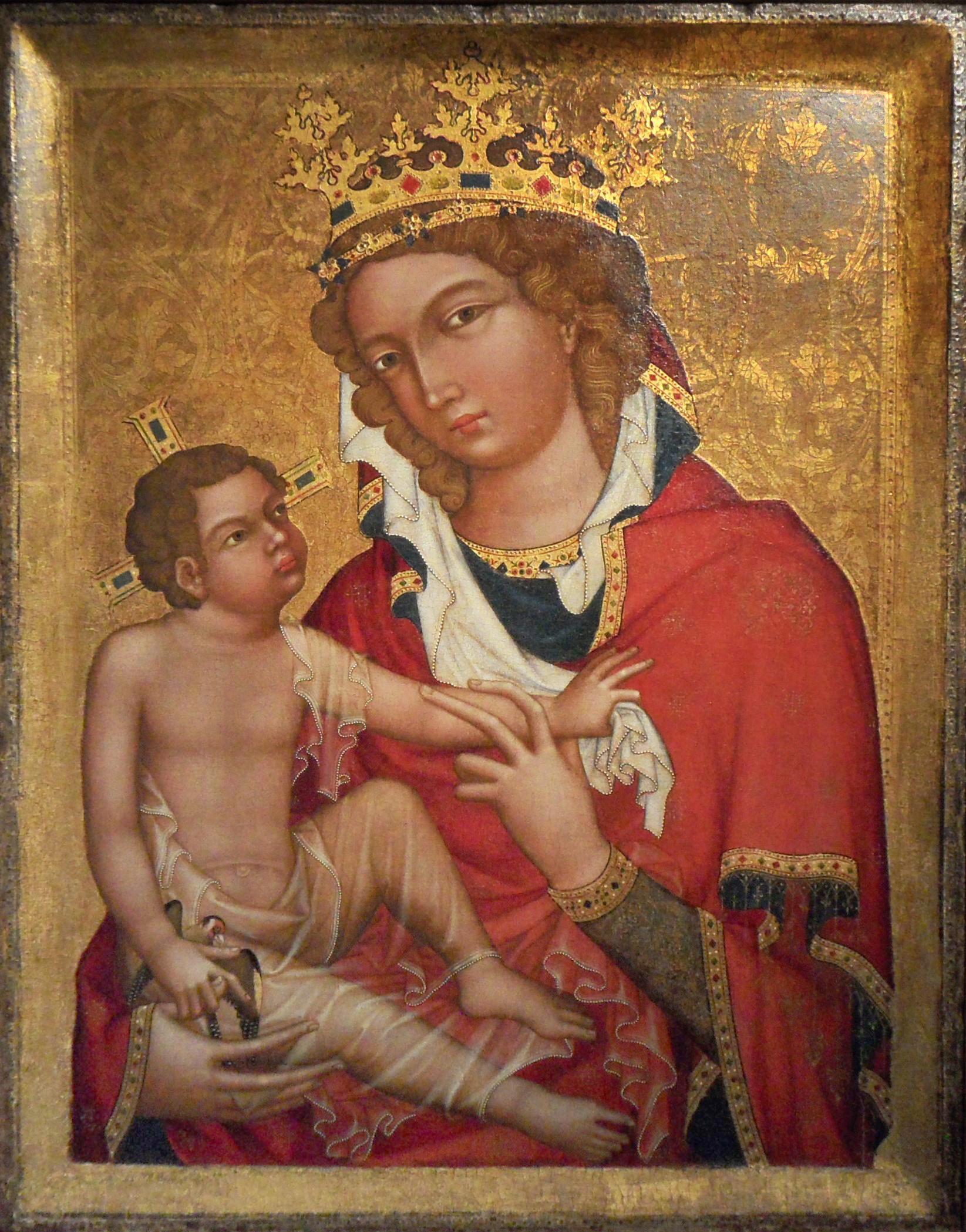
Madonna uit Veveří
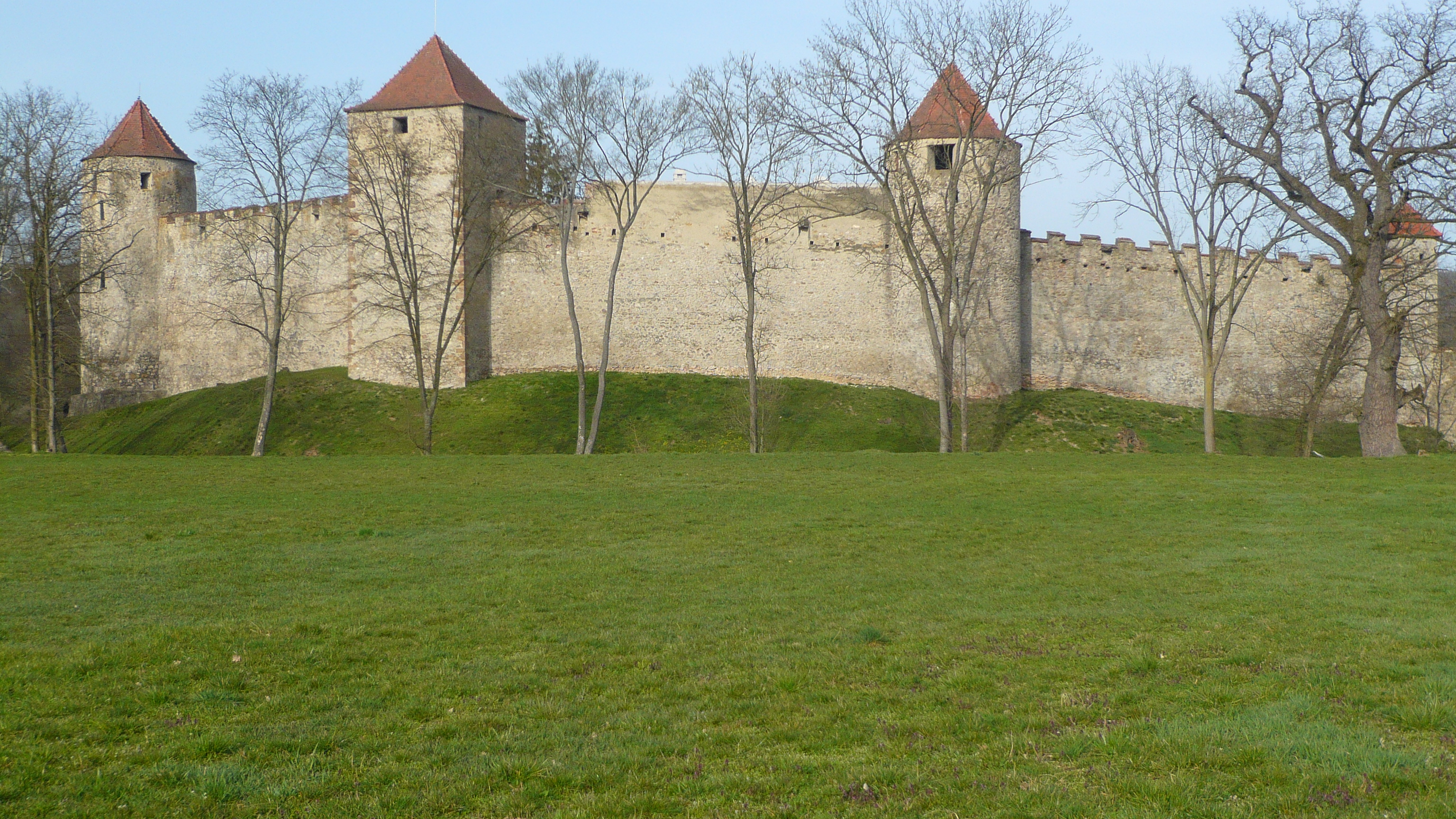
De muren van het Luxemburgse tijdperk
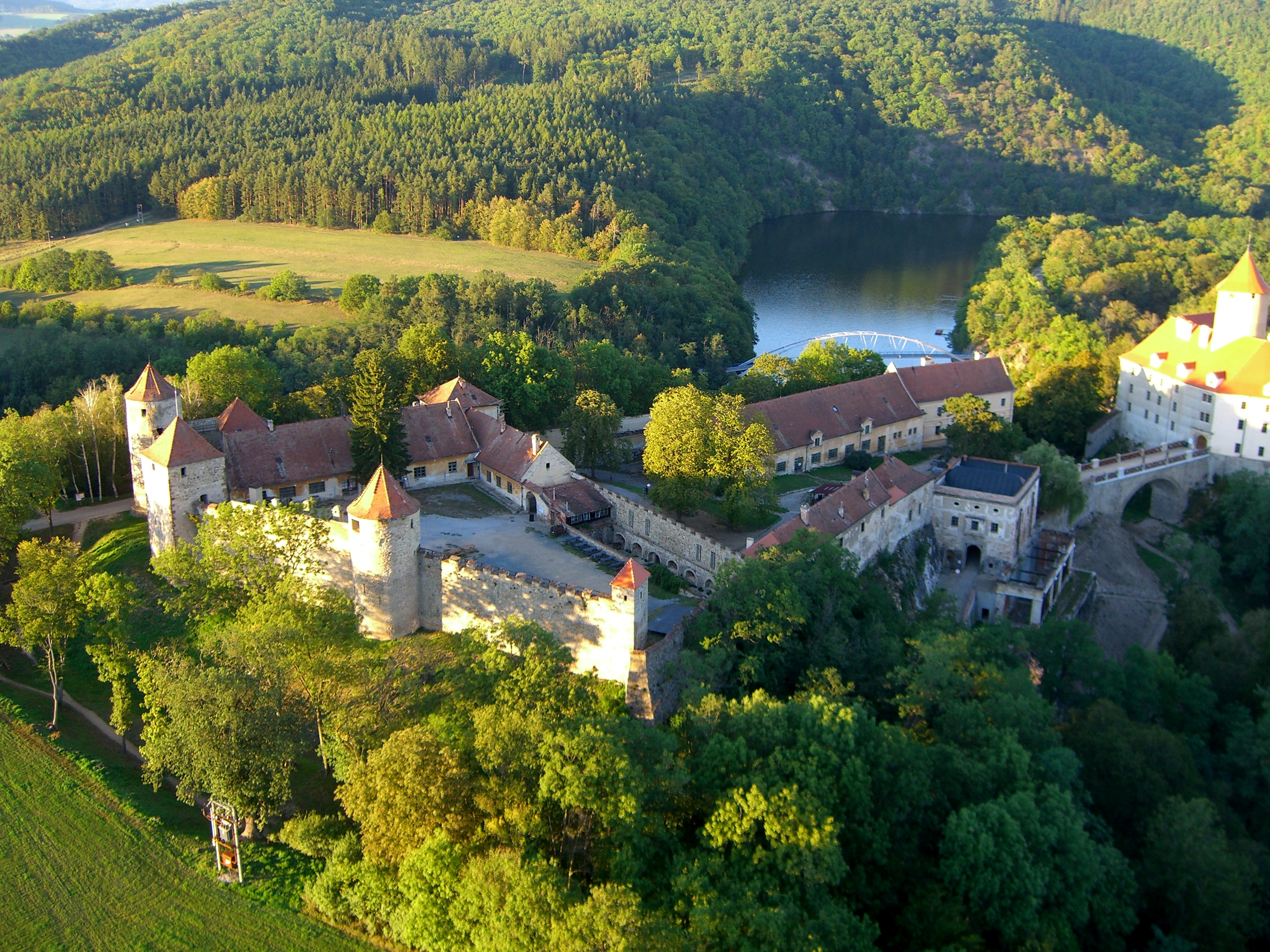
Luchtfoto